# Partido Comunista (Marxista-Leninista) Português
O Partido Comunista (Marxista-Leninista) Português - PC(ml)P foi um partido marxista-leninista fundado em 1978 na Madeira, Portugal.
O partido era contra as ações do FLAMA.
Foram os sucessores da União Comunista para a Reconstituição do Partido (Marxista-Leninista) - UCRP(ml)